# Stephanie Geltmacher
Stephanie Geltmacher (Honolulu, Hawái; 21 de agosto de 1990) es una artista marcial mixta estadounidense que compite en la división de peso mosca. Ha combatido para Invicta Fighting Championships.

## Primeros años
Agresiva de niña, su padre le sugirió iniciarse en las artes marciales. Comenzó a entrenar jiu-jitsu brasileño a los diez años. Asistió al Yakima Valley College durante un año y se trasladó a la Universidad de Oklahoma City. Tras graduarse, comenzó a entrenar artes marciales mixtas con su novio, que ya entrenaba este deporte.

## Carrera de artes marciales mixtas
Tras ir 3-1 como amateur, Geltmacher acumuló un récord de 2-0 antes de fichar por la promoción de Invicta Fighting Championships, con la que debutó el 21 de julio de 2018 contra Kerri Kenneson, en sustitución de Alexa Conners, ganando el combate por nocaut técnico.
Su siguiente pelea fue el 16 de noviembre de 2018, en la que se enfrentó a Liz Tracy en Invicta FC 32. Ganó por decisión unánime.
El 9 de agosto de 2019, Geltmacher se enfrentó a Victoria Leonardo en Invicta FC 36. Perdió la pelea por decisión unánime.
Tras su primera derrota en su carrera, Geltmacher tenía programada para luchar contra Erin Blanchfield en Invicta FC 41: Morandin vs. Ruiz el 30 de julio de 2020. Sin embargo, se retiró del combate y fue reemplazada por Brogan Walker-Sanchez. Geltmacher entonces se esperaba que se enfrentara a Trisha Cicero en Invicta FC 43 el 20 de noviembre de 2020. Sin embargo, Cicero se vio obligada a retirarse y fue reemplazada por Caitlin Sammons. Ganó por nocaut en primera ronda.

## Récord en artes marciales mixtas
| Resultado | Récord | Oponente          | Método             | Evento                          | Fecha                   | Ronda | Tiempo | Localización  |
| --------- | ------ | ----------------- | ------------------ | ------------------------------- | ----------------------- | ----- | ------ | ------------- |
| Victoria  | 5–1    | Caitlin Sammons   | KO (puñetazos)     | Invicta FC 43                   | 20 de noviembre de 2020 | 1     | 4:28   | Kansas City   |
| Derrota   | 4–1    | Victoria Leonardo | Decisión (unánime) | Invicta FC 36                   | 9 de agosto de 2019     | 3     | 5:00   | Kansas City   |
| Victoria  | 4–0    | Liz Tracy         | Decisión (unánime) | Invicta FC 32                   | 16 de noviembre de 2018 | 3     | 5:00   | Shawnee       |
| Victoria  | 3–0    | Kerri Kenneson    | TKO (rodillazos)   | Invicta FC 30                   | 21 de julio de 2018     | 1     | 3:22   | Kansas City   |
| Victoria  | 2–0    | Ky Bennett        | Decisión (unánime) | Bellator 189                    | 1 de diciembre de 2017  | 3     | 5:00   | Thackerville  |
| Victoria  | 1–0    | Dayona Haden      | Decisión (unánime) | HD Boxing: Rampage at Remington | 10 de junio de 2016     | 3     | 5:00   | Oklahoma City |